# سالي ديكستر
سالي ديكستر (بالإنجليزية: Sally Dexter)‏ هي ممثلة بريطانية، ولدت في 15 أبريل 1960 في إنجلترا في المملكة المتحدة.

## وصلات خارجية
- سالي ديكستر على موقع IMDb (الإنجليزية)
- سالي ديكستر على موقع قاعدة بيانات الفيلم (الإنجليزية)